# Daniele De Rubeis
Daniele De Rubeis (o De Rossi) (Burano, ... – 1538) è stato un vescovo cattolico italiano.

## Biografia
La carriera ecclesiastica di Daniele De Rubeis, originario di Burano, appare strettamente legata ai patriarchi della famiglia Grimani di Venezia, in un'epoca, il XVI secolo, in cui il territorio del patriarcato di Aquileia era soggetto alla Repubblica Serenissima.
Le prime notizie sul vescovo De Rubeis lo vedono canonico della collegiata di Santa Maria di Cividale, all'epoca sede principale del patriarcato. Come il suo predecessore sulla cattedra di Caorle, il vescovo Pietro Carlo, fu insignito, nel 1511, del beneficio della cattedrale di Aquileia da papa Giulio II. Questo fu il preludio alla successiva nomina a vescovo di Caorle, avvenuta il 9 maggio del 1513 per volere di papa Leone X.

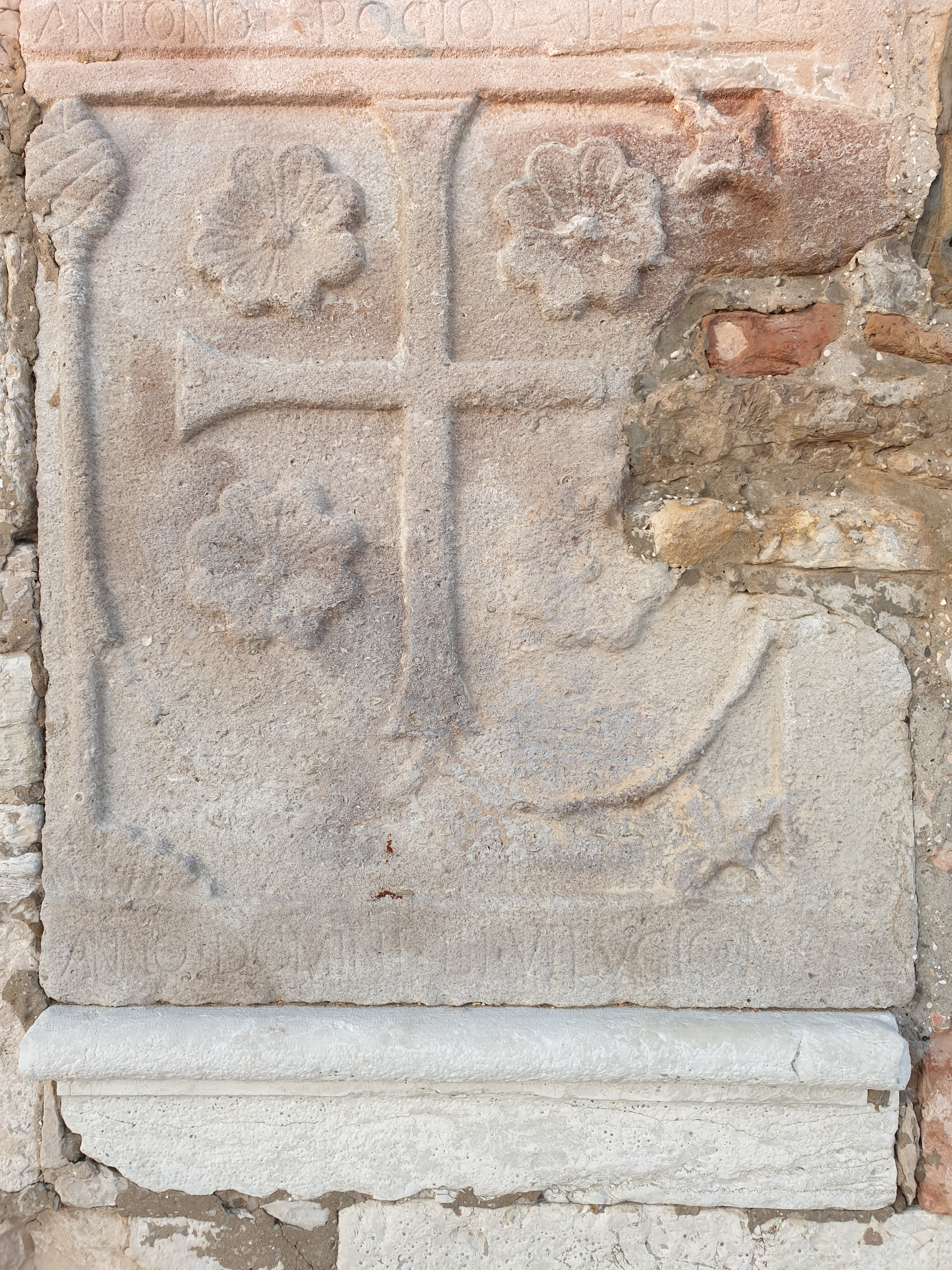
Lapide incastonata sul basamento del campanile del Santuario della Madonna dell'Angelo

In qualità di vescovo di Caorle, è maggiormente ricordato per la ristrutturazione e la successiva consacrazione del Santuario della Madonna dell'Angelo, avvenuta il 7 gennaio 1523, al quale seguì, da parte del vescovo, la concessione di particolari indulgenze a tutti i fedeli. A memoria di questo evento è rimasta una croce in marmo, un tempo posta nella navata centrale della chiesa ed ora incastonata al basamento del campanile, recante l'iscrizione
(Edificato da Antonio Rogio il 6 luglio dell'Anno del Signore 1500)
Alla rinuncia del patriarca di Aquileia Domenico Grimani in favore del nipote Marino Grimani nel 1517, il De Rubeis, già canonico a Cividale, fu nominato vicario in pontificalibus del patriarcato di Aquileia, nomina che conservò anche quando sulla sede patriarcale si alternarono i fratelli Marino e Marco Grimani. Una prima testimonianza di ciò si ha nell'opera Annali del Friuli, ove si legge che domenica 18 dicembre 1524, nell'atto della sua prima visita pastorale, il patriarca Marino Grimani, entrando nel Duomo di Cividale, fa dono della cappa pontificale ai provveditori della città, «alla presenza del vescovo di Urbino Giacopo Nordio, e del vescovo di Caorle Daniele de Rubeis».
In qualità di vicario del patriarca consacra la collegiata di Cividale, il 9 maggio 1529 e diversi altri luoghi sacri: la chiesa della Madonna della Difesa a Lorenzago di Cadore il 15 luglio 1515, la chiesa di San Donato a Lasiz di Pulfero il 26 aprile 1517, la basilica della Beata Vergine delle Grazie a Udine il 12 maggio 1520, la Chiesa di San Martino a Savogna d'Isonzo nel 1523, la chiesa di Santa Maria degli Angeli a Murano il 16 maggio 1529, la chiesa della Madonna della Neve a Luggau il 26 agosto 1536, la Pieve di San Giorgio della Richinvelda l'11 ottobre 1537 e la chiesa di Santa Maria Assunta a Blessaglia nel 1537. Si ricorda inoltre la concessione di un'indulgenza alla Chiesa di San Rocco a Gorizia il 12 aprile 1518.

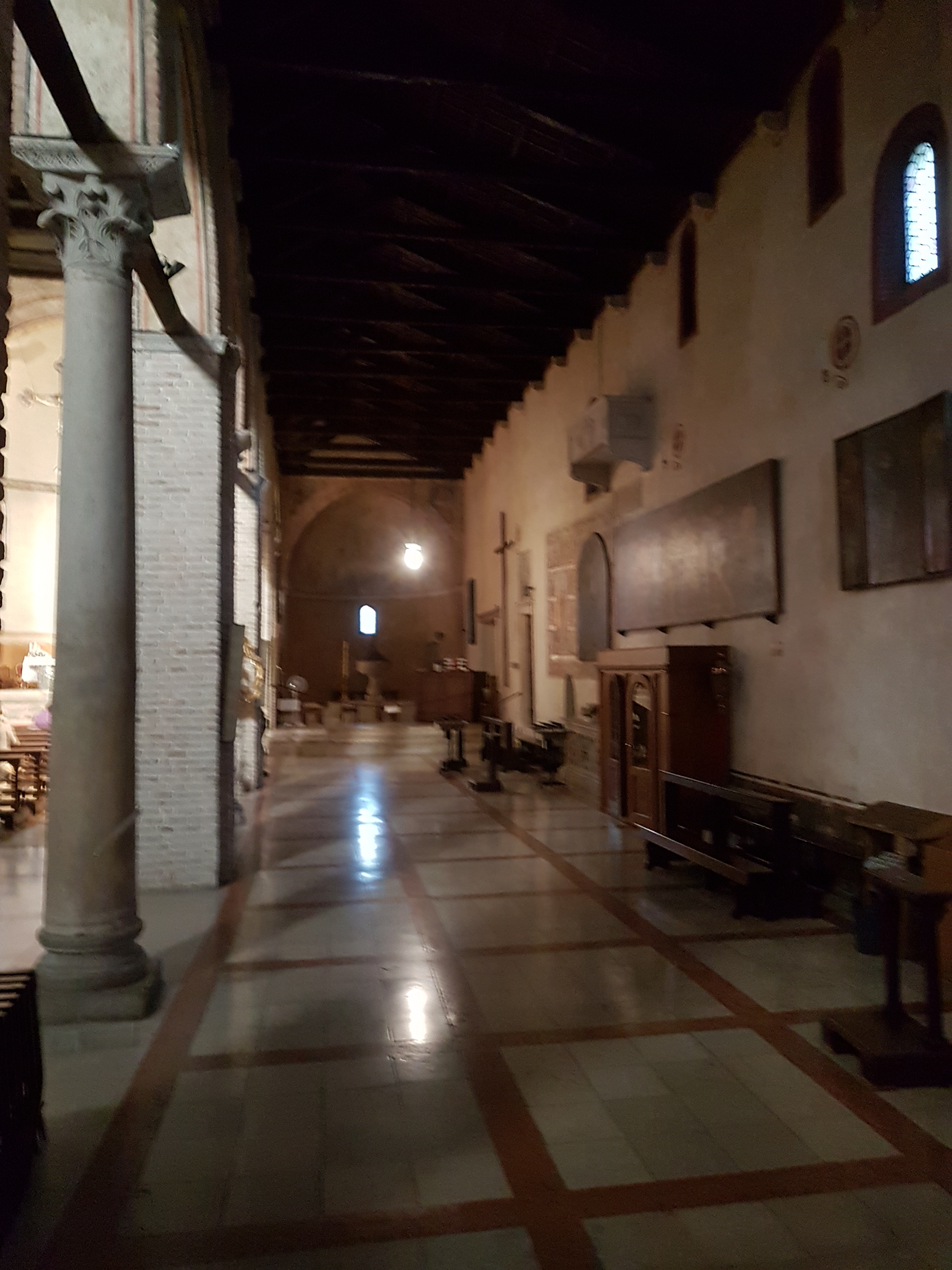
Navata destra del Duomo di Caorle. Alla parete il sarcofago del vescovo Daniele De Rubeis.

Secondo il Liruti, rinuncia alla cattedra di Caorle nel 1538 in favore del nipote Sebastiano, l'anno stesso in cui morì. Il suo corpo venne tumulato all'interno della cattedrale dal nipote suo successore, ed oggi si trova all'interno di un sarcofago in marmo sollevato da terra, posto presso il muro interno della navata destra, sorretto da due possenti mensole. Sulla parte frontale è ripreso lo stemma episcopale del De Rubeis, che nel registro inferiore ricalca lo stemma della famiglia Grimani, a cui sono appartenuti i suoi mentori patriarchi di Aquileia. Sotto il sarcofago, sempre affissa la parete, è posta la lapide commemorativa:
BVRANO · EPI CAPRVL · HIC REQ-
VIESCVNT OSSA · SEBASTIANVS
NEPOS EPS CAPRVL ·
POSVIT ·»
(Del Reverendissimo Signor Don Daniele De Rubeis da Burano vescovo di Caorle qui riposano le ossa. Sebastiano nipote vescovo di Caorle pose.)